# Michael Kocáb
Michael Kocáb (ur. 28 lipca 1954 w Pradze) – czeski piosenkarz, kompozytor i polityk, w latach 2009–2010 minister ds. praw człowieka i równouprawnienia.

## Życiorys

### Młodość i wykształcenie
Urodził się w ówczesnej Czechosłowacji. W 1973 ukończył naukę w szkole średniej w miejscowości Mladá Boleslav. W 1979 został absolwentem Konserwatorium w Pradze na kierunku kompozycji muzycznej i organów.

### Kariera muzyczna

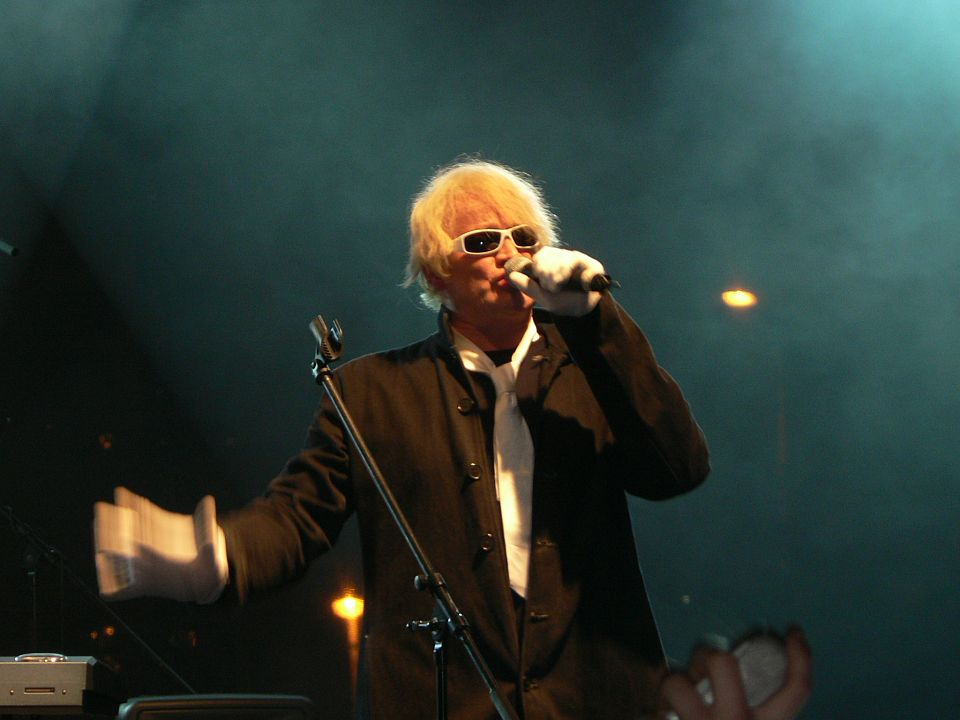
Michael Kocáb w 2005

W 1975 założył zespół muzyczny Pražský výběr, którego został liderem. W 1979 ukazała się debiutancka płyta formacji zatytułowana Žízeň. W 1981 premierę miał album zatytułowany Zahraj i pro mne, który Michael Kocáb nagrał we współpracy z Evą Olmerovą i Jazzową Orkiestrą Czeskiego Radia.
W 1983 wraz z zespołem Pražský výběr chciał wydać płytę pt. Straka v hrsti, jednak dystrybucja albumu została zakazana przez komunistycznych cenzorów. W tym czasie materiał z albumu był wydawany w drugim obiegu na kasetach magnetofonowych. W 1988 album ukazał się legalnie na winylu pod nowym tytułem – Pražský výběr. W lutym 1987 Michael Kocáb wraz z zespołem zaczął nagrania materiału na płytę pt. Výběr, która została wydana także w 1988. W tym samym czasie piosenkarz nagrywał również nowy solowy album zatytułowany Povídali, že mu hráli, którego premiera również odbyła się w 1988. W 1990 ukazała się płyta pt. Odysseus, na którą skomponował wszystkie utwory oraz nagrał partie wokalne. W tym samym roku premierę miał album studyjny pt. Black Light – Černé světlo, który nagrał w 1987 w duecie z Michalem Pavlíčkiem.
Pod koniec czerwca 1991 wraz z zespołem zagrał koncert w hali Sportovni w Pradze. Zapis dźwiękowy z występu został wydany w formie albumu koncertowego zatytułowanego Adieu C.A., który ukazał się w tym samym roku. W 1995 ukazał się album kompilacyjny zespołu zatytułowany Komplet, na którym umieszczone zostały najpopularniejsze utwory grupy. W 1997 premierę miała ich kolejna wspólna płyta studyjna zatytułowana Běr. Rok później na rynku ukazało się wydawnictwo zatytułowane Tango ropotámo, w którego skład wchodziły płyta studyjna z dziesięcioma remiksami piosenek, płyta z 52 archiwalnymi nagraniami zespołu, a także 200 fotografii, wybrane teledyski oraz inne archiwalne materiały dotyczące grupy.
W 1999 wydał nową płytę studyjną zatytułowaną Velvet Revolution, którą nagrał razem z Petrem Kolářem i Tomášem Kymplem. Rok później ukazał się album Fly Apple Pie, który nagrał w duecie z Natálie Kocábovą.
W 2005 wraz z zespołem wydał dwupłytowy album kompilacyjny zatytułowany Beatová síň slávy, na którym znalazły się m.in. najpopularniejsze piosenki w dotychczasowym dorobku grupy. W grudniu tego samego roku formacja zakończyła swoją działalność. W 2006 w częściowo zmienionym składzie powrócono do współpracy, jednak pod zmodyfikowaną nazwą – Pražský výběr II. W 2007 premierę miał ich album studyjny pt. Vymlácený rockový palice.
W 2014 ukazała się płyta studyjna Michaela Kocába zatytułowana Aftershocks, którą nagrał we współpracy z Glennem Proudfootem, Virgilem Donatim i Billym Sheehanem. W latach 2015–2016 zasiadał w komisji jurorskiej wybierającej reprezentanta Czech w Konkursie Piosenki Eurowizji.

### Działalność biznesowa i polityczna

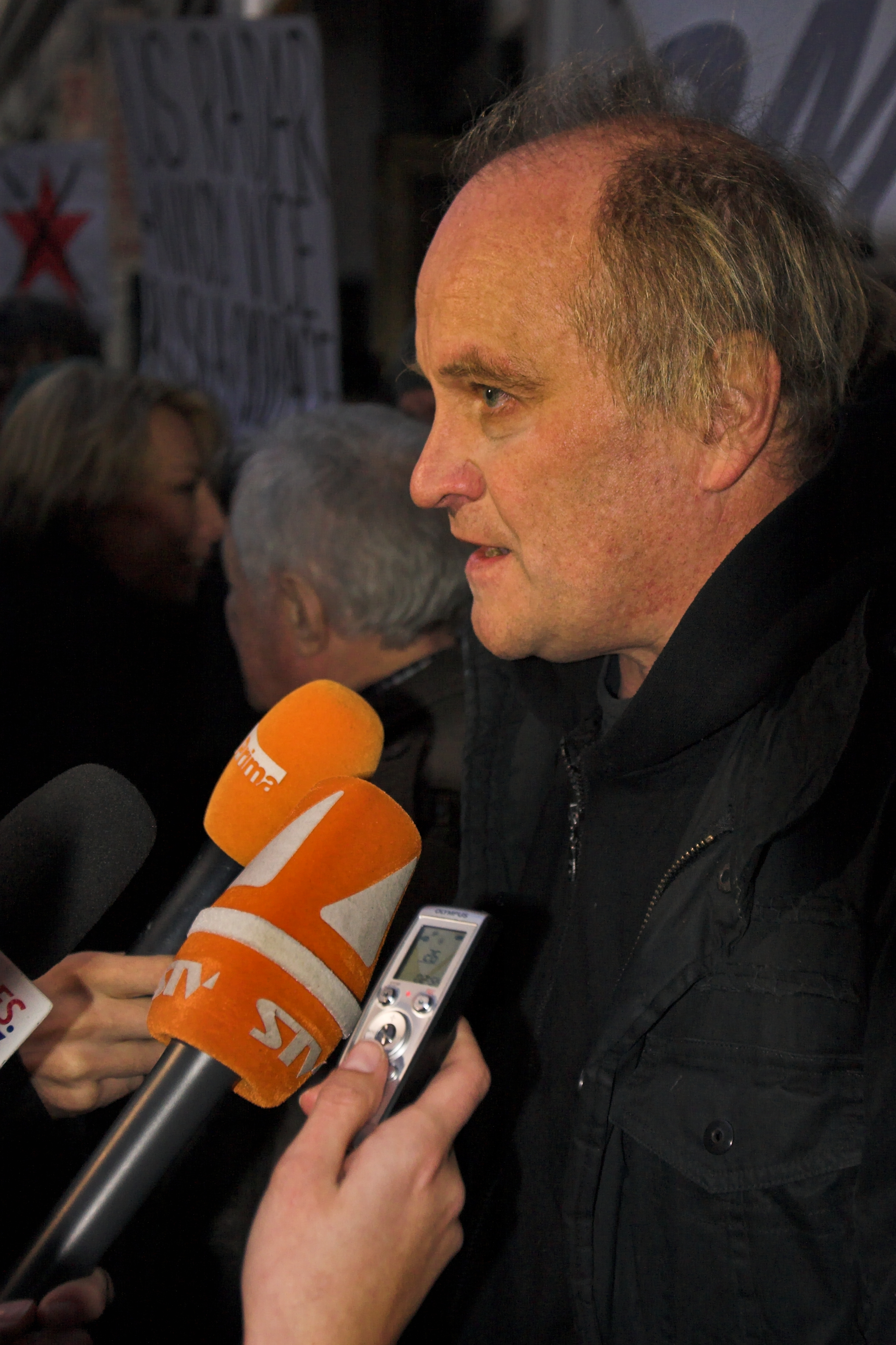
Michael Kocáb w 2008

W kwietniu 1990 razem z Oldřichem Lichtenbergem i Miloslavem Zapletalem założył firmę Art Production K. W maju 1991 został członkiem władz sprywatyzowanej firmy budowlanej Montované stavby Praha (MSP). W styczniu następnego roku został prezesem założonego przez siebie funduszu inwestycyjnego, z którego wycofał się w połowie lat 90. W tym okresie założył też fundację zajmującą się promocją literatury.
W 1989 współtworzył inicjatywę obywatelską MOST wraz z Michalem Horáčkiem, a także Forum Obywatelskie. W demokratycznych wyborach w 1990 został posłem do jednej z izb czechosłowackiego Zgromadzenia Federalnego, zajmował się m.in. pracami nad doprowadzeniem do opuszczenia kraju przez żołnierzy Armii Radzieckiej. W 2008 brał udział w wyborach do Senatu z rekomendacji Partii Zielonych, jednak nie uzyskał mandatu (zajął 3. miejsce z wynikiem około 15% poparcia).
W styczniu 2009 zastąpił Džamilę Stehlíkovą na stanowisku ministra ds. praw człowieka i równouprawnienia w drugim rządzie Mirka Topolánka. Pozostał na tym stanowisku również w kolejnym gabinecie Jana Fischera do czasu swojej rezygnacji w marcu 2010.

## Odznaczenia
- Order Podwójnego Białego Krzyża II klasy (2017)[23]

## Życie prywatne
Michael Kocáb jest żonaty, ma troje dzieci: syna i dwie córki.

## Dyskografia

### Albumy studyjne
Pražský výběr
- Žízeň (1979)
- Pražský výběr (1988)
- Výběr (1988)
- Běr (1997)
- Tango ropotámo (1998)
- Beatová síň slávy (2005)

Pražský výběr II
- Vymlácený rockový palice (2007)

Pozostałe
- Zahraj i pro mne (1981; z Evą Olmerovą i Jazzową Orkiestrą Czeskiego Radia)
- Povídali, že mu hráli (1988)
- Odysseus (1990)
- Black Light – Černé světlo (1990; z Michalem Pavlíčkiem)
- Velvet Revolution (1999; z Petrem Kolářem i Tomášem Kymplem)
- Fly Apple Pie (2000; z Natálie Kocábovą)
- Aftershocks (2014; z Glennem Proudfootem, Virgilem Donatim i Billym Sheehanem)